# Лаг (община Брод)
Лаг (на македонска литературна норма: Лаг) е село в община Брод (Македонски Брод).

## География
Селото се намира в областта Долно Поречие, на левия бряг на река Треска (Голема) между Долни Манастирец от юг и Модрище от север.

## История
Селото се води като отделно селище от 2014 година.